# 4468 Pogrebetskij
4468 Pogrebetskij eller 1976 SZ3 är en asteroid i huvudbältet som upptäcktes den 24 september 1976 av den rysk-sovjetiske astronomen Nikolaj Tjernych vid Krims astrofysiska observatorium på Krim. Den har fått sitt namn efter Mikhail Pogrebetskiy.
Asteroiden har en diameter på ungefär 4 kilometer.